# Райполе (Синельниківський район)
Ра́йполе — село в Україні, в Синельниківському районі Дніпропетровської області. Входить до складу Межівської селищної громади. Населення становить 806 осіб. До 2017 орган місцевого самоврядування — Райпільська сільська рада.

## Географія
Село Райполе до 23017 року було центром Райпільської сільської ради. Розташоване за 10 км на схід від центру громади та залізничної станції Межова. Село Райполе знаходиться за 0,5 км від села Сухарева Балка, за 1,5 км від села Колона-Межова і за 10 км від селища Межова. Поруч проходить автомобільна дорога Т 0406 і залізниця, станція Платформа 364 км за 1,5 км.
Розташоване у східній частині області за 130 кілометрів від обласного центру. Колишній центр сільської ради. Райпільський  сільській  раді були підпорядковані села Колона Межова, Краснознам'янка, Мар'ївка, Новоолександрівка, Новопідгородне, Сухарева Балка.  Населення  сільської  ради складало  1946  осіб.

## Історія
Село Райполе заснувалося на землях поміщика Парафієвського, який проживав на хуторі Липчине за 5 кілометрів від теперішнього села в 1906 році. (з 2001 року на хуторі Липчине ніхто не проживає)
У дев'яностих роках дев'ятнадцятого століття частину його землі купило Старо-Підгороднянське товариство по 91 карбованцю за десятину. З 1919 року частина селян почала переселятися з села Стара-Підгородня в теперішнє село Райполе.
Так почало засновуватись село Райполе. В 1921 році землі, які лежали навколо села були націоналізовані у заможних господарів: Головченка, Цибулька, Лійки. З цих земель був утворений державний земельний фонд, куди й почали переселяти людей з різних малоземельних місць.
На хуторі Ключик (з кінця 90х хутір не існує) поселилися люди з села Олександрівки Веселівської сільської ради Межівського району. На хутір Шевченко приїхали люди з Полтавської області.
На території Колони-Межової (село поряд) жив поміщик Барнашов, який мав кріпаків. У кінці дев'ятнадцятого століття (приблизно в 1888-85 рр) він продав ці землі німцям, які приїхали сюди гарбами з міста Генічеська.
Першими переселилися в село Райполе Кутній Пилип, Радченко Яків, Тищенко Федір, Улько Євген, Дзюба Никифор. Першу зиму зимувало 12 сімей. Основна частина селян переселилася в 1920 році. Земля на садиби розподілялась за жеребками.
Новому селу дали назву Райполе, тому що це було дійсно для селян раєм. Коли вони жили в селі Стара Підгородня, поля були розміщені від села за десятки кілометрів. У Райполі поля зразу ж за селом. Тому селяни й назвали своє село Райполем.
Питання про назву вирішувалось на сходці всього села. Під час організації села утворилось п'ять вулиць, яким було дано назви: «П'ятихатки» (вул. Калініна), тому що вона далеко від центру, наступна вулиця напроти кладовища — «Кладбищенська» (зараз вул. Гоголя), третя напроти ставка –"Озерна" (вул. Котовського, під час декомунізації перейменовано на вул. Приозерна), четверта –"Агрономічна" (вул. Пушкіна), п'ята, де поселилися пізніше –"Новоселівка" (вул. Роза-Люксембург, зараз вул. Сонячна).
Спочатку село Райполе належало до Старопідгороднянської волості. Організована сільська рада в Райполі була в 1920 році. Першим головою сільської ради був Братусь Сафроній Улянович, секретарем Коріненко Федір Трохимович, другим головою був Радченко Сидір Олександрович, секретарем –Кутній Тимофій Пилипович.
Свого приміщення сільська рада не мала і розміщалась спочатку по селянських хатах. Вона знаходилась у хаті Омельченка Йосипа Тарасовича, потім в Олексенка Федора Архиповича та інших.
У 1921 році в селі побудували народною будовою школу, яка розміщалась там, де пізніше була колгоспна електростанція. Це була початкова школа з двох класних кімнат. До цього школа була розміщена в сараї Дрегваля Якова.
Першим учителем у селі був Білий, потім Чорняк Федір Романович. У цій же школі було відведене приміщення і для сільської ради.
У 1924 році сільська рада переїхала в Колону-Межову, де й знаходилася до 1927 року.
У 1927 році за рахунок державних коштів у селі почали будувати нову школу. У 1929 році почалося заняття в новому приміщенні, а в старому в приміщенні початкової школи відкрили клуб, де він знаходився до 1930 року. 1930 року клуб зробили з церкви.
Восени 1929 року в селі почалася колективізація.
Було проведено розкуркулення, під яке потрапили Панченко, Чорняк, Шевченко, Косенко. В будинку Косенка розмістилася сільська рада, в Панченка — школа, в Шевченка — магазин.
На початку 1929 року на території сільської ради в хуторі Шевченко був організований колгосп «Нове життя», куди входило 12 одноосібних господарств. А на осінь 1929 року до колгоспу вступили всі селяни хутора. У 1930 році весь колгосп перейшов на устав комуни. Комуна існувала до 1933 року, а потім знову перейшли на устав артілі. Утворився колгосп імені Воровського.
Під час організованого радянською владою Голодомору 1932—1933 років померло щонайменше 69 жителів села.
У період Другої світової війни колгосп імені Воровського евакуювався у Волгоградську область. Весь сільськогосподарський інвентар був зданий у колгосп «Райполе». В самому селі Райполе був організований колгосп у кінці 1929 року і названий « Райполе». На початку 1930 року до колгоспу вступили майже всі одноосібні господарства.
На хуторі Ключик був організований колгосп імені Ворошилова в 1931 році. В 1932 році цей колгосп з'єднався з колгоспом «Райполе». На території Колони-Межової в 1930 році був організований колгосп, який називався «Роте Фане».
У 1943 році колгосп ім.. Воровського повернувся з евакуації і влився в колгосп «Райполе» Після війни колгосп «Роте Фане» перейменувався на колгосп імені Кошового. У 1951 році колгосп імені Кошового злився з «Рай- полем», і утворився один колгосп імені Кошового.
В 1955 році Райпільську сільську раду злили з Новопідгороднянською в одну Райпільську сільську раду.
В боротьбі проти нацистів брали участь 242 жителі села, з них 134 загинули смертю хоробрих, 50 — відзначені урядовими нагородами. В 1956 році був збудований пам'ятник на честь воїнів-односельців, загиблих в роки війни.
З 1960 по 1980-ті роки головою сільської ради працювала Кошарна Віра Іллівна, секретарем — Сачура Надія Антонівна.
Територія нашого населеного пункту складає 12236,30 га. Населення — 1946 осіб. 1976 року в селі збудована нова двоповерхова школа, загальною площею 1999 м². Першим директором цієї школи була Майборода Надiя Григорiвна, а потiм Стрільчук Анатолій Іванович. Проектна місткість школи — 320 учнів.
Після реформування колгоспів на території села утворились спочатку товариства з обмеженою відповідальністю, а згодом і фермерські господарства.
12 червня 2020 року, відповідно до розпорядження Кабінету Міністрів України № 709-р від «Про визначення адміністративних центрів та затвердження територій територіальних громад Дніпропетровської області», увійшло до складу Межівської селищної громади.
19 липня 2020 року, в результаті адміністративно-територіальної реформи і ліквідації Межівського району, село увійшло до складу новоутвореного Синельниківського району.

## Населення

### Мова
Розподіл населення за рідною мовою за даними перепису 2001 року:
| Мова            | Кількість | Відсоток |
| --------------- | --------- | -------- |
| українська      | 748       | 92.80%   |
| російська       | 56        | 6.82%    |
| інші/не вказали | 2         | 0.38%    |
| Усього          | 806       | 100%     |

## Сьогодення
У Райполі є школа, дитячий садок, ФАП, будинок культури, бібліотека, відділення зв'язку. Працює декілька сільськогосподарських підприємств.

## Пам'ятки
Неподалік села знаходиться ландшафтний заказник місцевого значення Сухарева балка.
Братська могила с. Райполе
Стела «Скорботна мати»
Меморіальний комплекс у с. Новопідгородне.

## Розкуркуленні жителі Райполя
У 1930-х роках, у період колективізації в СРСР, у селі Райполе відбулося розкуркулення заможних селян. Згідно з архівними документами, до списку розкуркулених потрапили такі жителі:
1. Відман Еміль Теодорович (1893 р.н.)
2. Лаутеншлагер Отто Фрідріхович (1883 р.н.)
3. Лейко Дмитро Захарович (1887 р.н.)
4. Лічер Яків Якович (1875 р.н.)
5. Матусь Іван Якович (1901 р.н.)
6. Могила Гавриїл Дмитрович (1897 р.н.)
7. Панченко Василь Прокопович (1907 р.н.)
8. Ульріх Євген Августович (1907 р.н.)
9. Шалений Іван Акимович (1882 р.н.)

## Відомі уродженці
- Бондарчук Володимир Григорович — колишній перший заступник голови Дніпропетровської обласної ради;
- Овчаров Валерій Іванович — декан історичного факультету Дніпропетровського хіміко-технологічного університету.